# Aussichtsturm Neuberzdorfer Höhe
Der Aussichtsturm Neuberzdorfer Höhe ist ein in den Jahren 2007–2008 errichteter Aussichtsturm auf dem Gemeindegebiet von Schönau-Berzdorf auf dem Eigen im Landkreis Görlitz in Sachsen. 

## Lage

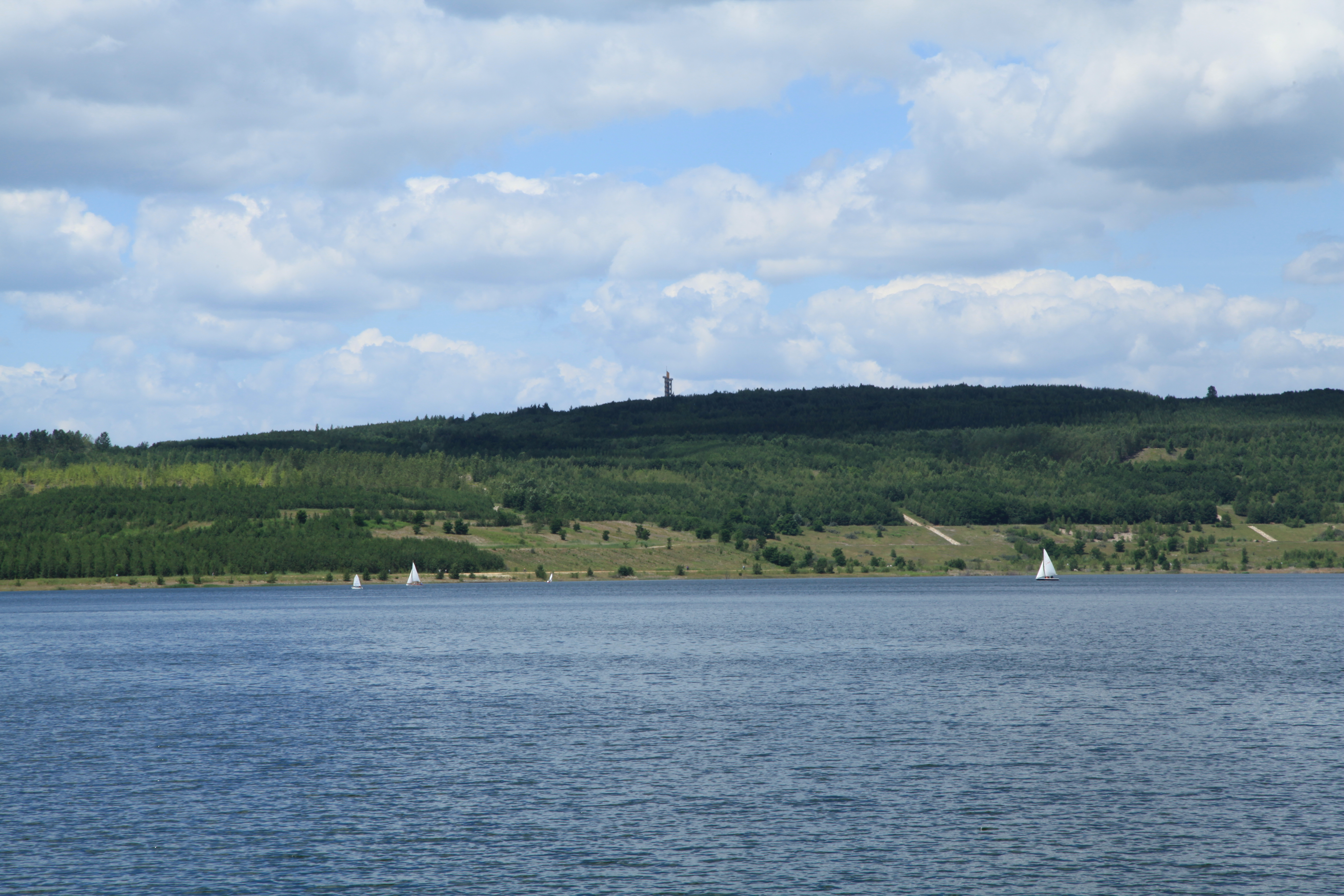
Neuberzdorfer Höhe mit Aussichtsturm hinter dem Berzdorfer See

Der Aussichtsturm Neuberzdorfer Höhe steht nahe der südlichen Stadtgrenze von Görlitz westlich des Berzdorfer Sees auf einer Anhöhe, die nach der früheren Bergarbeitersiedlung Neuberzdorf benannt ist. Der Standort liegt auf einer Höhe von 309,4 m ü. NHN und befindet sich zwischen Jauernick-Buschbach im Norden, Tauchritz im Südosten und Schönau-Berzdorf auf dem Eigen im Südwesten.

## Beschreibung
Die Einweihung des Turmes erfolgte am 28. Juni 2008. Die Stahlbetonkonstruktion ist 26 Meter hoch, wobei sich die Aussichtsplattformen in 19 und 21 Meter Höhe befinden. Die Grundfläche des Turmes beträgt 2,9 mal 5,5 Meter. Die beiden Plattformen haben eine Grundfläche von 2,7 mal 3,8 Meter. Sie sind über eine elfteilige Treppe mit insgesamt 121 Stufen zu erreichen.
Von den Plattformen hat man Ausblick auf den naheliegenden Berzdorfer See und die weitere Umgebung mit dem Lausitzer Gebirge, Isergebirge, Riesengebirge und Zittauer Gebirge.
Die Besteigung des Turms ist kostenlos möglich.

## Weiteres
Am Turm sind sechs Solarmodule mit 1,37 kW Spitzenleistung installiert, welche an sonnenreichen Tagen eine Versorgung des Turmes (Lichtanlage) mit Strom ermöglichen. Überschüssige Energie wird in einem Energiespeicher geladen.
Weiterhin befindet sich eine privat betriebene Webcam auf dem Turm.